# 동백기름

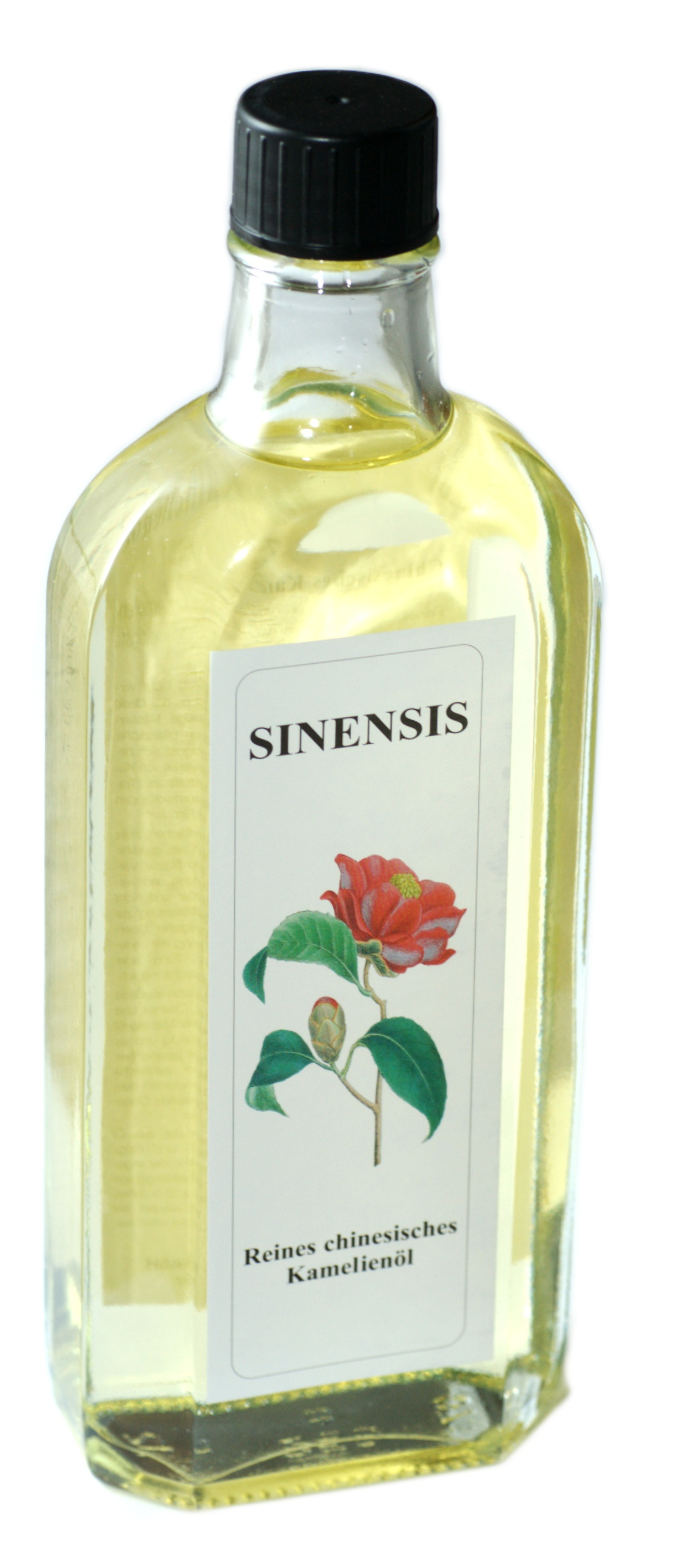

동백기름, 카멜리아 오일(camellia oil), 티넛 오일(teanut oil)은 식용유의 하나이다. Camellia oleifera로부터 얻는다.
Camellia sasanqua 또는 이 기름의 원천이 될 수 있다.

## 설명
동백나무속에는 상업적으로 중요한 여러 종들이 포함되어 있다. Camellia oleifera는 식물성 기름용으로 중국에서 주로 길러진다. 이 기름은 카멜리아 오일(camellia oil) 등으로 불린다. 2016년 기준으로 4,000,000 헥타르 (9,900,000 ac)의 올레이페라숲이 후난성, 장시성, 광시 좡족 자치구의 장강 유역에 집중해 있으며 26만 톤의 기름을 생산한다.
Camellia oleifera는 47% 미만의 기름이 있으며 재배종들은 42~53%의 기름이 있다. 재배종들의 분석에 따르면 다음과 같다 : ~76-82% 올레산; 5-11% 리놀레산; 7.5-10% 팔미트산; 1.5-3% 스테아르산. 이 비율은 야생 올레이페라에서 발견되는 것과 비슷하다. 성분은 올리브유와 비슷하다. 여러 재배종의 다른 분석은 다음과 같다: 82-84%는 비포화산이며 그 중 68-77%가 올레산이다. 7-14%는 고도불포화산이다.

## 같이 보기
- 동백나무
- 차나무